# Hibiscus hybridus
Hibiscus hybridus là một loài thực vật có hoa trong họ Cẩm quỳ. Loài này được F. Dietr. mô tả khoa học đầu tiên.